# Diócesis de Chiang Rai
La diócesis de Chiang Rai (en latín: Dioecesis Chiangraien(sis) y en tailandés: เขตมิสซังเชียงราย) es una circunscripción eclesiástica latina de la Iglesia católica en Tailandia, sufragánea de la arquidiócesis de Bangkok. La diócesis tiene al obispo Joseph Vuthilert Haelom como su ordinario desde el 25 de abril de 2018.

## Territorio y organización
La diócesis tiene 37 839 km² y extiende su jurisdicción sobre los fieles católicos de rito latino residentes en las provincias de: Chiang Rai, Nan, Phayao, Phrae y el distrito de Ngao de la provincia de Lampang.
La sede de la diócesis se encuentra en la ciudad de Chiang Rai, en donde se halla la Catedral de la Natividad de Nuestra Señora.
En 2019 en la diócesis existían 19 parroquias.

## Historia
La diócesis fue erigida por el papa Francisco el 25 de abril de 2018 con la bula Petitum est, obteniendo el territorio de la diócesis de Chiang Mai.

## Estadísticas
De acuerdo al Anuario Pontificio 2020 la diócesis tenía a fines de 2019 un total de 22 108 fieles bautizados.
| Año                                                                             | Población            | Población | Población      | Sacerdotes | Sacerdotes    | Sacerdotes    | Bautizados por sacerdote | Diáconos permanentes | Religiosos | Religiosos | Parroquias |
| Año                                                                             | Bautizados católicos | Total     | % de católicos | Total      | Clero secular | Clero regular | Bautizados por sacerdote | Diáconos permanentes | Varones    | Mujeres    | Parroquias |
| ------------------------------------------------------------------------------- | -------------------- | --------- | -------------- | ---------- | ------------- | ------------- | ------------------------ | -------------------- | ---------- | ---------- | ---------- |
| 2018                                                                            | 18 062               | 2 683 794 | 0.7            | 47         | 6             | 41            | 384                      |                      |            | 51         | 16         |
| 2019                                                                            | 22 108               | 2 659 656 | 0.8            | 33         | 11            | 22            | 669                      |                      | 23         | 79         | 19         |
| Fuente: Catholic-Hierarchy, que a su vez toma los datos del Anuario Pontificio. |                      |           |                |            |               |               |                          |                      |            |            |            |

## Episcopologio
- Joseph Vuthilert Haelom, desde el 25 de abril de 2018